# Муш (аеропорт)
Аеропорт Муш (IATA: MSR, ICAO: LTCK) (тур. Muş Havalimanı) — аеропорт у місті Муш, Туреччина.

## Авіалінії та напрямки, вересень 2023
| Авіакомпанія     | Пункт призначення      |
| ---------------- | ---------------------- |
| AnadoluJet       | Анкара, Бурса          |
| Pegasus Airlines | Стамбул–Сабіха Гьокчен |
| Turkish Airlines | Стамбул                |

## Статистика
Див. джерело запитів Вікіданих та джерела.